# Grong-Grong
Grong-Grong is een bestuurslaag in het regentschap Aceh Timur van de provincie Atjeh, Indonesië. Grong-Grong telt 403 inwoners (volkstelling 2010).